# Giovanni da Campione
Giovanni da Campione (* um 1320 in Campione d’Italia; † um 1375 ebenda) war ein italienischer Bildhauer der Gotik.

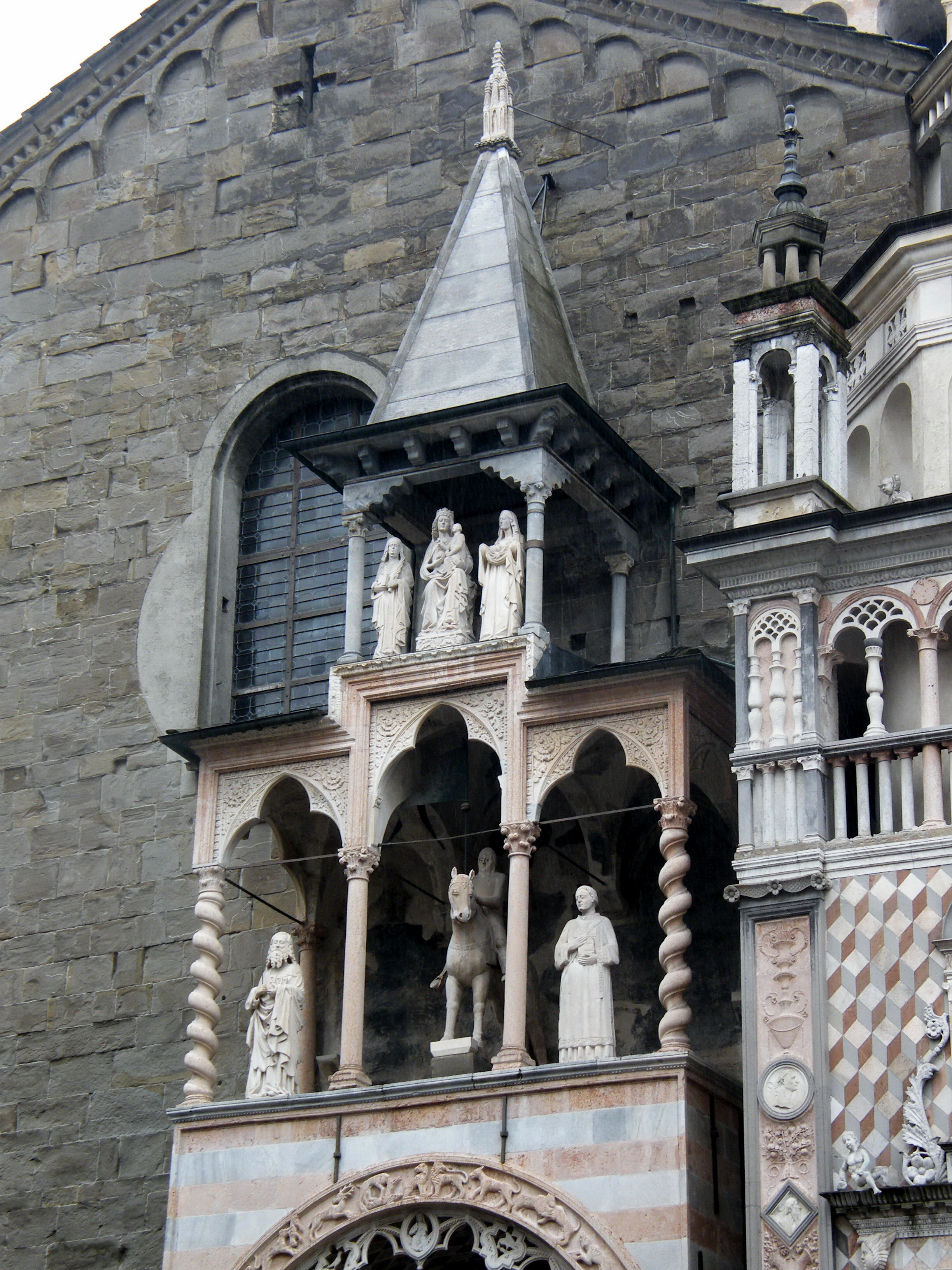
Giovanni da Campione, Protiro der Basilika Santa Maria Maggiore, Bergamo

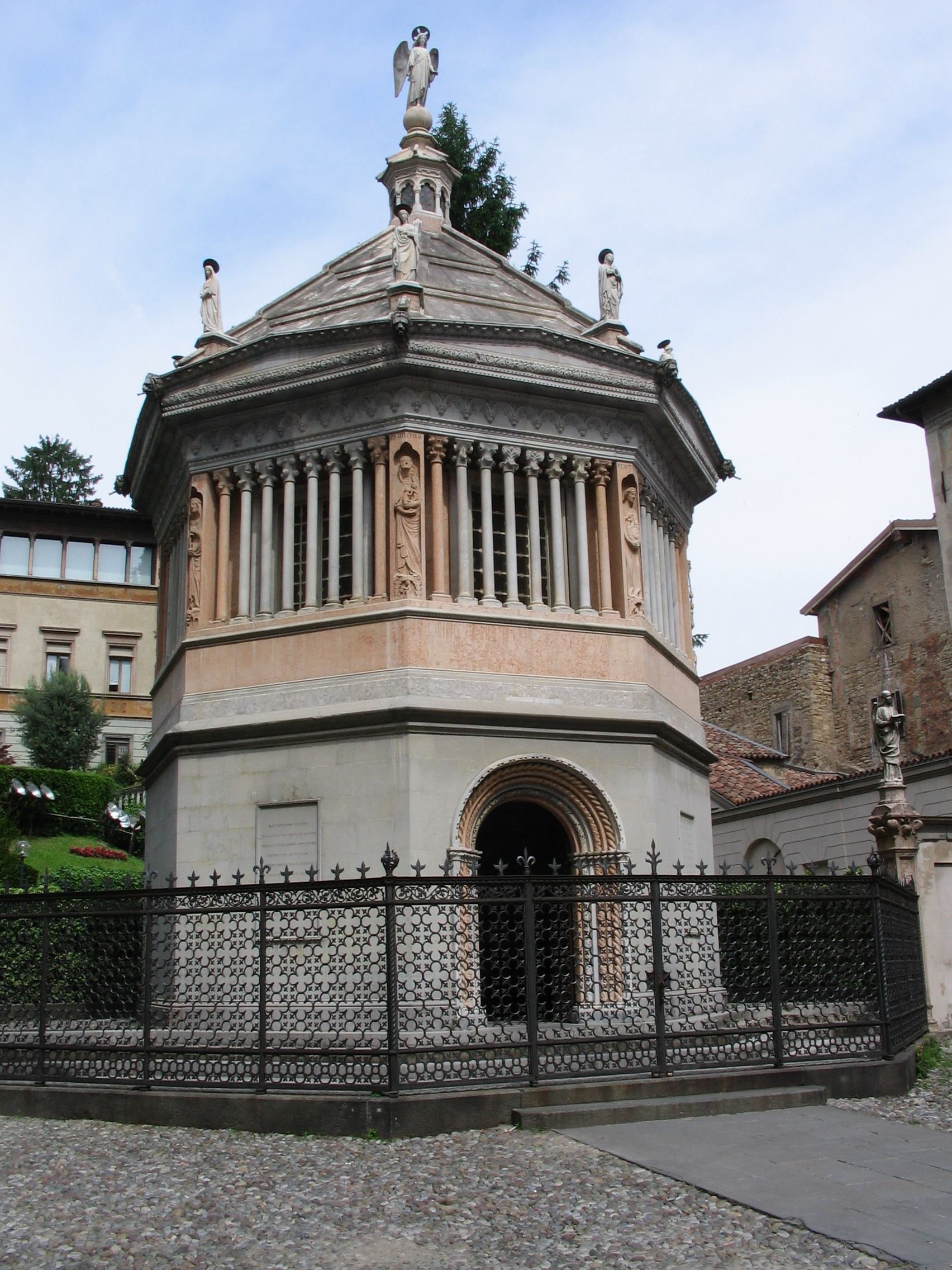
Giovanni da Campione, Baptisterium von Santa Maria Maggiore, Bergamo

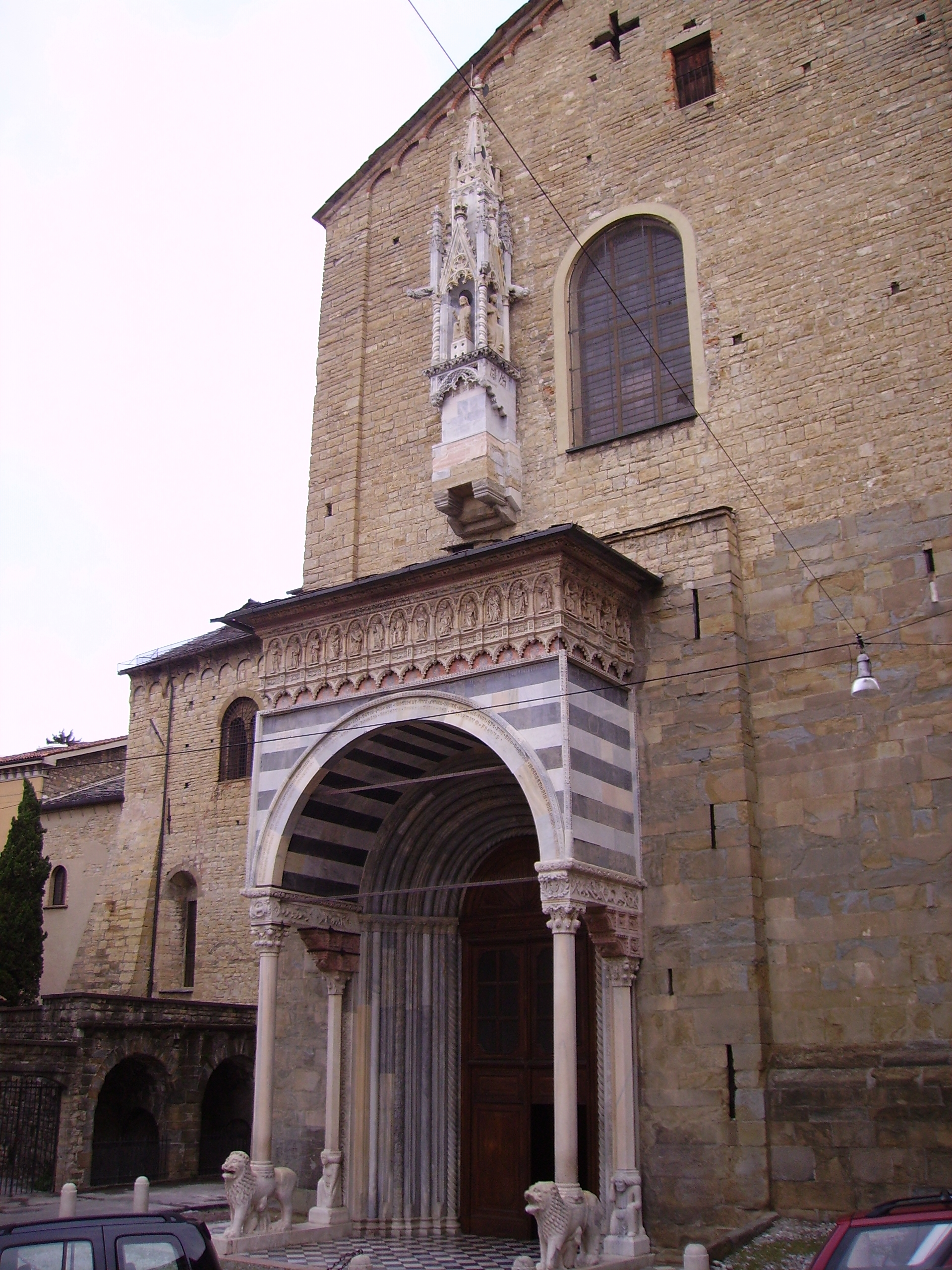
Südliches Portal, bekannt als die Leoni bianchi (Weiße Löwen)

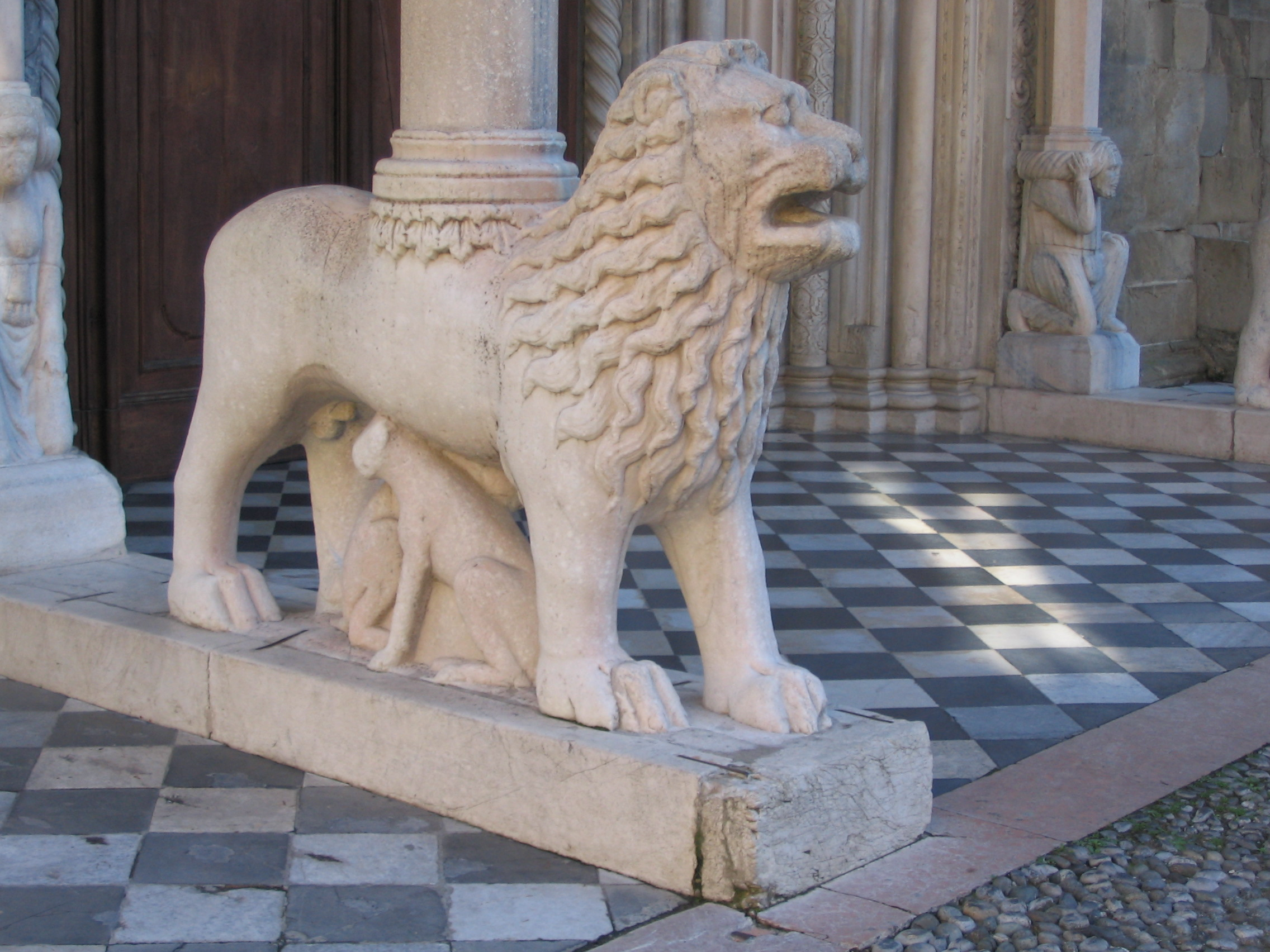
Giovanni da Campione, säulentragender Löwe der Basilika Santa Maria Maggiore, Bergamo

## Leben
Giovanni da Campione war Sohn des Bildhauers Ugo und gehörte zu den Maestri Campionesi, die sich lange Zeit mit ihren Werken vor allem in Norditalien hervortaten.
Er arbeitete insbesondere in der Gegend von Bergamo. Zu seinen wichtigsten Werken gehört das Baptisterium von Santa Maria Maggiore, das ursprünglich im Inneren der alexandrinischen Basilika stand und später architektonisch überarbeitet und nach außen verlegt wurde. Es wurden an diesem Werk im Laufe der Zeit Korrekturen vorgenommen, die den ursprünglichen Geist veränderten und daher schwer zu beurteilen sind. Das achteckige Baptisterium umfasst zahlreiche Nischen, die mit von Giovanni selbst geschaffenen Tugendfiguren verziert sind, zum Beispiel die Säule mit der Darstellung der Geduld. Ebenfalls zu sehen sind sechs Reliefs mit Überlieferungen aus dem Leben Jesu.
In Bellano am Comer See wurde Giovanni für einige architektonische Restaurierungsarbeiten an der Kirche der Heiligen Giorgio, Nazaro und Celso beauftragt. Stilistisch kann man hier auch die Skulptur des Heiligen Ambrosius in einer gotischen Ädikula an der Fassade zuschreiben. Ein Dokument vom 18. Juli 1348 bezeugt, dass Giovanni zusammen mit Antonio di Giacomo di Castellazzo di Peglio und Comolo di Goffredo di Osteno an diesem Tag den Restbetrag für ihre Arbeit erhielt. Seine Handschrift findet sich auch in einem der drei Andreani-Denkmäler in Corenno Plinio, einem kleinen Dorf am Comer See, sowie in dem Denkmal für Bischof Beltramino Parravicini in Casiglio d’Erba, beide aus den frühen 1350er Jahren. Schließlich ist sein Stil auch in dem Marmoraltar zu erkennen, den der Domherr Tommaso Pusterla für die Kirche Santa Maria in Castello in Tradate in Auftrag gegeben hat und der chronologisch in das siebte Jahrzehnt einzuordnen ist.
Im Jahr 1351 vollendete er, wiederum für Santa Maria Maggiore, das Protiro im Stil der Gotik und zwei Jahre später die Statue des Heiligen Alexander, flankiert von der des Heiligen Proiettizio. Für das südliche Prothyrum ließ sich Giovanni vom Grabmal des Kardinals Guglielmo Longhi von Ugo da Campione inspirieren, das im reinen campionesischen Stil gehalten ist. Von 1361 bis 1363 wurde Giovanni zum Baumeister der Basilika ernannt. An Giovanni wurde zuvor eine thronende Madonna in der Trivulzio-Sammlung in Mailand zugewiesen und der Altar in der Pfarrkirche San Martino in Carpiano.